# Kolenohelea leonina
Kolenohelea leonina är en tvåvingeart som beskrevs av Meillon och Wirth 1987. Kolenohelea leonina ingår i släktet Kolenohelea och familjen svidknott. Inga underarter finns listade i Catalogue of Life.